# France au Concours Eurovision de la chanson 1989
La France a participé au Concours Eurovision de la chanson 1989 à Lausanne, en Suisse. C'est la 32e participation de la France au Concours Eurovision de la chanson.
Le pays est représenté par Nathalie Pâque et la chanson J'ai volé la vie, sélectionnés en interne par Antenne 2. 
La participation de la chanteuse Nathalie Pâque, qui était âgée de 11 ans à l'époque, a suscité une vive controverse dans les médias, en raison de son jeune âge. L'UER décida alors de modifier le règlement de l'Eurovision dès l'année suivante en imposant aux candidats d'avoir seize ans révolus, le jour du concours. Par conséquent, Nathalie Pâque demeurera à jamais la plus jeune artiste à avoir concouru à l'Eurovision.

## Sélection
Antenne 2 choisit l'artiste et la chanson en interne pour représenter la France au Concours Eurovision de la chanson 1989.

## À l'Eurovision

### Points attribués par la France
| 12 points | Royaume-Uni |
| 10 points | Finlande    |
| 8 points  | Espagne     |
| 7 points  | Pays-Bas    |
| 6 points  | Danemark    |
| 5 points  | Luxembourg  |
| 4 points  | Norvège     |
| 3 points  | Yougoslavie |
| 2 points  | Suède       |
| 1 point   | Grèce       |

### Points attribués à la France
| 12 points                             | 10 points  | 8 points                                     | 7 points    | 6 points  |
| ------------------------------------- | ---------- | -------------------------------------------- | ----------- | --------- |
|                                       |            | - Luxembourg                                 | - Chypre    | - Irlande |
| 5 points                              | 4 points   | 3 points                                     | 2 points    | 1 point   |
| - Autriche - Grèce - Israël - Norvège | - Pays-Bas | - Danemark - Finlande - Italie - Yougoslavie | - Allemagne | - Suède   |

Nathalie Pâque interprète J'ai volé la vie en 15e position lors du concours suivant la Finlande et précédant l'Espagne. Au terme du vote final, la France termine 8e sur 22 pays, obtenant 60 points.